# Heeresflugplatz Bückeburg

i7
i11
i13
Der Heeresflugplatz Bückeburg (ICAO-Code: ETHB) ist ein Militärflugplatz in der Schäfer-Kaserne in der niedersächsischen Stadt Bückeburg und Standort des Internationalen Hubschrauberausbildungszentrums.

## Geschichte

### Nachkriegszeit und Berliner Luftbrücke
Der 1945 eroberte Flugplatz wurde 1946 von der britischen Royal Air Force ausgebaut. Grund für den Bau war die Notwendigkeit eines Flugplatzes für die Kurierflugzeuge des Hauptquartiers der Royal Air Force im benachbarten Bad Eilsen. Die British Air Force of Occupation stationierte auf dem Platz, den die Alliierten anfangs als Airfield B.151 bezeichneten, daher ihr Comms Wing (Kommunikations-Geschwader), das eine Reihe unterschiedlicher Flugzeugtypen in seinen Beständen hatte.
Während der Berlin-Blockade von Juni 1948 bis Mai 1949 wurde der Flugplatz nahe Bückeburg für die Versorgungsflüge der alliierten Streitkräfte, die Berliner Luftbrücke, als Ausweichflugplatz genutzt.
Zwischen Juni 1950 und dem Frühjahr 1952 lag hier die RAF Bückeburg und darüber hinaus eine weitere Staffel, die bis Ende 1950 noch mit Spitfire ausgerüstete 2. Squadron, die ab Juni 1951 von der 541. Staffel verstärkt wurde. Sie waren mit Meteor F8/FR9 bzw. PR10 ausgerüstet, ihre Rolle war Aufklärung. Sie verlegten im April bzw. Mai 1952 nach RAF Gütersloh. Hier lagen auch eine Staffel RF-84F Thunderflash Aufklärer, die 306., der KLu, die im Herbst 1954 auf die neue Station RAF Laarbruch verlegt wurde und zwischen Juli 1952 und Dezember 1954 die 1912. Light Liaison Flight mit Auster.

### Übernahme durch die Bundeswehr
Die Heeresfliegertruppe der Bundeswehr übernahm den Fliegerhorst im April 1958. Stationiert wurden zunächst Flugzeuge vom Typ Dornier Do 27.
Von 1960 bis 2015 war auf dem Gelände die Heeresfliegerwaffenschule stationiert. Im Juli 2015 wurde diese an gleicher Stelle als  Internationales Hubschrauberausbildungszentrum  neu aufgestellt. Hier findet die Ausbildung von Luftfahrzeugführern und Luftfahrzeugtechnischem Personal der Bundeswehr sowie verbündeter Nationen für die Hubschrauber Eurocopter EC 135, NH90 und Eurocopter Tiger statt.

### Internationales Hubschrauberausbildungszentrum
Der Flugplatz beherbergt eines der modernsten Simulatorenzentren für die Hubschrauberausbildung in Europa. Hier befinden sich insgesamt vierzehn Simulatoren, die auch als Nachttiefflugsimulatoren für die folgenden Hubschraubermuster konfiguriert sind:
- 2× CH 53GA
- 2× CH-53GS
- 8× EC 135
- 2× NH 90

## Zwischenfälle
- Am 22. Januar 1947 kam eine Douglas DC-3/C-47B der britischen Royal Air Force (RAF) (Luftfahrzeugkennzeichen KP222) beim Start auf dem Militärflugplatz Bückeburg ins Schleudern, so dass die Tragfläche den Boden berührte. Das Fahrwerk brach zusammen. Alle Insassen überlebten den Totalschaden.[2]

- Am 12. Oktober 1948 geriet das Spornrad einer Douglas DC-3/C-47B der britischen Royal Air Force (RAF) (Luftfahrzeugkennzeichen KN523) beim Rollen auf dem Militärflugplatz Bückeburg in ein Loch. Das Flugzeug wurde nicht mehr repariert. Personen kamen nicht zu Schaden.[3]

## Trivia
Auf diesem Flugplatz landete der britische Henker Albert Pierrepoint, um am 13. Dezember 1945 die Hinrichtungen der Verurteilten des 1. Bergen-Belsen-Prozesses vorzunehmen.
Anfang der 1960er Jahre fanden auf dem Gelände Automobilrennen, die Flugplatzrennen Achum, statt. Es fuhren Tourenwagen und Sportwagen in diversen Klassen. Auch spätere Formel-1-Rennfahrer waren am Start (u. a. Jochen Rindt, Gerhard Mitter).